# Convocazioni per il campionato europeo maschile under 21 di calcio 1998

## Germania
Allenatore: Hannes Löhr
| N. | Pos. | Giocatore              | Data nascita (età)          | Pres. | Squadra                        |
| -- | ---- | ---------------------- | --------------------------- | ----- | ------------------------------ |
| 1  | P    | Simon Jentzsch         | 4 maggio 1976 (22 anni)     |       | Karlsruhe                      |
| 2  | D    | Frank Baumann          | 29 ottobre 1975 (22 anni)   |       | Norimberga                     |
| 3  | D    | Lars Müller            | 22 marzo 1976 (22 anni)     |       | Uerdingen 05                   |
| 4  | C    | Michael Ballack        | 26 settembre 1976 (21 anni) |       | 1. Fußball-Club Kaiserslautern |
| 5  | D    | Markus Reiter          | 10 agosto 1976 (21 anni)    |       | Duisburg                       |
| 6  | D    | Christoph Metzelder    | 5 novembre 1980 (17 anni)   |       | Preußen Münster                |
| 7  | D    | Mustafa Doğan          | 1º gennaio 1976 (22 anni)   |       | Fenerbahçe                     |
| 8  | A    | Miroslav Klose         | 9 giugno 1978 (19 anni)     |       | Homburg                        |
| 9  | C    | Christian Fährmann     | 5 ottobre 1975 (22 anni)    |       | Hertha Berlino                 |
| 10 | C    | Danny Schwarz          | 11 maggio 1975 (23 anni)    |       | Stoccarda                      |
| 11 | A    | Markus Schroth         | 25 gennaio 1975 (23 anni)   |       | Karlsruhe                      |
| 12 | P    | Timo Hildebrand        | 5 aprile 1979 (19 anni)     |       | Stoccarda                      |
| 13 | C    | Kai Michalke           | 5 aprile 1976 (22 anni)     |       | Bochum                         |
| 14 | D    | Thomas Cichon          | 9 luglio 1976 (21 anni)     |       | Colonia                        |
| 15 | A    | Thomas Brdarić         | 23 gennaio 1975 (23 anni)   |       | Fortuna Colonia                |
| 16 | D    | Uwe Ehlers             | 8 marzo 1975 (23 anni)      |       | Hansa Rostock                  |
| 17 | C    | Lars Ricken (capitano) | 10 luglio 1976 (21 anni)    |       | Borussia Dortmund              |
| 18 | C    | Andreas Neuendorf      | 9 febbraio 1975 (23 anni)   |       | Hertha Berlino                 |

## Grecia
Allenatore: Ioannis Kollias
| N. | Pos. | Giocatore                      | Data nascita (età)          | Pres. | Squadra          |
| -- | ---- | ------------------------------ | --------------------------- | ----- | ---------------- |
| 1  | P    | Dīmītrios Kōnstantopoulos      | 29 novembre 1978 (19 anni)  |       | Kalamata         |
| 2  | D    | Georgios Alexopoulos           | 7 febbraio 1977 (21 anni)   |       | Panathīnaïkos    |
| 3  | C    | Vasilīs Lakīs                  | 10 settembre 1976 (21 anni) |       | Paniliakos       |
| 4  | C    | Giōrgos Karagkounīs (capitano) | 6 marzo 1977 (21 anni)      |       | Apollon Smyrnis  |
| 5  | D    | Traïanos Dellas                | 31 gennaio 1976 (22 anni)   |       | Sheffield United |
| 6  | C    | Aggelos Mpasinas               | 3 gennaio 1976 (22 anni)    |       | Panathinaikos    |
| 7  | D    | Paraskevas Antzas              | 18 agosto 1977 (20 anni)    |       | Skoda Xanthi     |
| 8  | A    | Nikos Liberopoulos             | 4 agosto 1975 (22 anni)     |       | Panathinaikos    |
| 9  | A    | Sotiris Konstantinidis         | 19 aprile 1977 (21 anni)    |       | Iraklis          |
| 10 | C    | Giorgos Koltzos                | 13 settembre 1976 (21 anni) |       | Athinaikos       |
| 11 | D    | Georgios Koulakiotis           | 5 maggio 1977 (21 anni)     |       | PAOK             |
| 12 | P    | Dimitrios Eleftheropoulos      | 7 agosto 1976 (21 anni)     |       | Olympiacos       |
| 13 | P    | Sotiris Liberopoulos           | 29 giugno 1977 (20 anni)    |       | Ethnikos Pireo   |
| 14 | D    | Dimitris Mavrogenidis          | 23 dicembre 1976 (21 anni)  |       | Olympiacos       |
| 15 | A    | Stavros Labriakos              | 30 novembre 1975 (22 anni)  |       | Apollon Smyrnis  |
| 16 | C    | Ieroklīs Stoltidīs             | 2 febbraio 1975 (23 anni)   |       | Iraklis          |
| 17 | D    | Giannis Goumas                 | 24 maggio 1975 (22 anni)    |       | Panathinaikos    |
| 18 | C    | Stelios Sfakianakīs            | 19 marzo 1976 (22 anni)     |       | Olympiacos       |
| 19 | D    | Athanasios Kōstoulas           | 24 marzo 1976 (22 anni)     |       | Kalamata         |
| 20 | C    | Pantelis Konstantinidis        | 16 agosto 1975 (22 anni)    |       | Apollon Smyrnis  |
| 21 | A    | Manolis Dermitzakis            | 24 novembre 1976 (21 anni)  |       | OFI              |

## Olanda
Allenatore: Hans Dorjee
| N. | Pos. | Giocatore             | Data nascita (età)         | Pres. | Squadra         |
| -- | ---- | --------------------- | -------------------------- | ----- | --------------- |
| 1  | P    | Stefan Postma         | 6 ottobre 1976 (21 anni)   |       | Utrecht         |
| 2  | D    | Jürgen Dirkx          | 15 agosto 1975 (22 anni)   |       | Fortuna Sittard |
| 3  | D    | Tieme Klompe          | 8 aprile 1976 (22 anni)    |       | Heerenveen      |
| 4  | D    | Mario Melchiot        | 4 novembre 1976 (21 anni)  |       | Ajax            |
| 5  | D    | Patrick Paauwe        | 27 dicembre 1975 (22 anni) |       | Fortuna Sittard |
| 6  | C    | George Boateng        | 5 settembre 1975 (22 anni) |       | Feyenoord       |
| 7  | C    | John de Jong          | 8 marzo 1977 (21 anni)     |       | Utrecht         |
| 8  | C    | Robert Fuchs          | 15 febbraio 1975 (23 anni) |       | De Graafschap   |
| 9  | C    | Kiki Musampa          | 20 luglio 1977 (20 anni)   |       | Bordeaux        |
| 10 | C    | Niels Oude Kamphuis   | 14 novembre 1977 (20 anni) |       | Twente          |
| 11 | A    | Arnold Bruggink       | 24 luglio 1977 (20 anni)   |       | PSV             |
| 12 | D    | Fernando Ricksen      | 27 luglio 1976 (21 anni)   |       | Fortuna Sittard |
| 13 | D    | Jochem van der Hoeven | 5 ottobre 1975 (22 anni)   |       | Vitesse         |
| 14 | C    | Martijn Reuser        | 1º febbraio 1975 (23 anni) |       | Vitesse         |
| 15 | A    | Roy Makaay (capitano) | 9 marzo 1975 (23 anni)     |       | Tenerife        |
| 16 | P    | Jim van Fessem        | 7 agosto 1975 (22 anni)    |       | Willem II       |
| 17 | C    | Menno Willems         | 10 marzo 1977 (21 anni)    |       | Vitesse         |
| 18 | C    | Nordin Wooter         | 24 agosto 1976 (21 anni)   |       | Real Saragozza  |
| 19 | A    | Ruud van Nistelrooij  | 1º luglio 1976 (21 anni)   |       | Heerenveen      |
| 20 | C    | Mark van Bommel       | 22 aprile 1977 (21 anni)   |       | Fortuna Sittard |

## Norvegia
Allenatore: Nils Johan Semb
| N. | Pos. | Giocatore                     | Data nascita (età)          | Pres. | Squadra           |
| -- | ---- | ----------------------------- | --------------------------- | ----- | ----------------- |
| 1  | P    | Espen Baardsen                | 7 dicembre 1977 (20 anni)   |       | Tottenham Hotspur |
| 2  | D    | Odd Arne Espevoll             | 5 giugno 1976 (21 anni)     |       | Viking            |
| 3  | C    | Trond Andersen                | 6 gennaio 1975 (23 anni)    |       | Molde             |
| 4  | D    | Knut Henry Haraldsen          | 14 dicembre 1976 (21 anni)  |       | Vålerenga         |
| 5  | D    | Vegard Heggem                 | 13 luglio 1975 (22 anni)    |       | Rosenborg         |
| 6  | D    | Jon Inge Høiland              | 20 settembre 1977 (20 anni) |       | Kongsvinger       |
| 7  | D    | Frode Kippe                   | 17 gennaio 1978 (20 anni)   |       | Lillestrøm        |
| 8  | C    | Eirik Bakke                   | 13 settembre 1977 (20 anni) |       | Sogndal           |
| 9  | C    | Karl Oskar Fjørtoft           | 26 luglio 1975 (22 anni)    |       | Molde             |
| 10 | A    | Thorstein Helstad             | 28 aprile 1977 (21 anni)    |       | Brann             |
| 11 | A    | Steffen Iversen               | 10 novembre 1976 (21 anni)  |       | Tottenham Hotspur |
| 12 | P    | Terje Skjeldestad             | 18 gennaio 1978 (20 anni)   |       | Sogndal           |
| 13 | C    | Rune Hagen                    | 20 luglio 1975 (22 anni)    |       | Strømsgodset      |
| 14 | D    | Hai Ngoc Tran                 | 10 gennaio 1975 (23 anni)   |       | Vålerenga         |
| 15 | A    | Andreas Lund                  | 7 maggio 1975 (23 anni)     |       | Start             |
| 16 | D    | Steinar Pedersen              | 6 giugno 1975 (22 anni)     |       | Borussia Dortmund |
| 17 | D    | Tommy Stenersen               | 23 novembre 1976 (21 anni)  |       | Stabæk            |
| 18 | C    | Daniel Berg Hestad (capitano) | 30 luglio 1975 (22 anni)    |       | Molde             |
| 19 | C    | Bjarte Lunde Aarsheim         | 14 gennaio 1975 (23 anni)   |       | Viking            |
| 20 | A    | Erik Nevland                  | 10 novembre 1977 (20 anni)  |       | Viking            |

## Romania
Allenatore: Victor Pițurcă
| N. | Pos. | Giocatore                 | Data nascita (età)          | Pres. | Squadra               |
| -- | ---- | ------------------------- | --------------------------- | ----- | --------------------- |
| 1  | P    | Bogdan Lobonț             | 18 gennaio 1978 (20 anni)   |       | Rapid Bucarest        |
| 2  | D    | Cosmin Contra             | 15 dicembre 1975 (22 anni)  |       | Dinamo Bucarest       |
| 3  | D    | Iulian Miu                | 21 gennaio 1976 (22 anni)   |       | Steaua Bucarest       |
| 4  | D    | Adrian Iencsi             | 15 marzo 1975 (23 anni)     |       | Rapid Bucarest        |
| 5  | D    | Erik Lincar               | 16 ottobre 1978 (19 anni)   |       | Steaua Bucarest       |
| 6  | C    | Mihai Tararache           | 25 ottobre 1977 (20 anni)   |       | Dinamo Bucarest       |
| 7  | C    | Florentin Petre           | 15 gennaio 1976 (22 anni)   |       | Dinamo Bucarest       |
| 8  | C    | Cătălin Hîldan            | 3 febbraio 1976 (22 anni)   |       | Dinamo Bucarest       |
| 9  | A    | Ionel Dănciulescu         | 6 dicembre 1976 (21 anni)   |       | Steaua Bucarest       |
| 10 | C    | Ion Ionuţ Luţu (capitano) | 3 agosto 1975 (22 anni)     |       | Universitatea Craiova |
| 11 | D    | Cornel Frăsineanu         | 20 agosto 1976 (21 anni)    |       | Universitatea Craiova |
| 12 | P    | Tiberiu Lung              | 24 dicembre 1978 (19 anni)  |       | Universitatea Craiova |
| 13 | C    | Eugen Trică               | 5 agosto 1976 (21 anni)     |       | Universitatea Craiova |
| 14 | C    | Cătălin Liță              | 23 marzo 1975 (23 anni)     |       | Naţional Bucarest     |
| 15 | C    | Cătălin Munteanu          | 26 gennaio 1979 (19 anni)   |       | Steaua Bucarest       |
| 16 | C    | Laurențiu Reghecampf      | 19 settembre 1975 (22 anni) |       | Steaua Bucarest       |
| 17 | C    | Robert Vancea             | 28 settembre 1976 (21 anni) |       | Universitatea Craiova |
| 18 | A    | Adrian Mihalcea           | 24 maggio 1976 (21 anni)    |       | Dinamo Bucarest       |
| 19 | D    | Marius Iordache           | 8 ottobre 1978 (19 anni)    |       | Universitatea Craiova |
| 20 | A    | Cristian Ciocoiu          | 23 novembre 1975 (22 anni)  |       | Steaua Bucarest       |

## Russia
Allenatore: Michail Gerškovič
| N. | Pos. | Giocatore                   | Data nascita (età)          | Pres. | Squadra                 |
| -- | ---- | --------------------------- | --------------------------- | ----- | ----------------------- |
| 1  | P    | Mihail Harin                | 17 giugno 1976 (21 anni)    |       | Torpedo Mosca           |
| 2  | D    | Andrei Solomatin (capitano) | 9 settembre 1975 (22 anni)  |       | Lokomotiv Mosca         |
| 3  | D    | Dmitrij Davydov             | 22 gennaio 1975 (23 anni)   |       | Zenit                   |
| 4  | C    | Andrej Krivov               | 24 settembre 1976 (21 anni) |       | Rotor                   |
| 5  | D    | Oleg Kornauchov             | 14 gennaio 1975 (23 anni)   |       | CSKA Mosca              |
| 6  | D    | Vadim Evseev                | 8 gennaio 1976 (22 anni)    |       | Spartak Mosca           |
| 7  | D    | Sergej Temrûkov             | 1º agosto 1978 (19 anni)    |       | PSV                     |
| 8  | A    | Èduard Korčagin             | 16 gennaio 1979 (19 anni)   |       | Saint-Étienne           |
| 9  | A    | Dmitrij Šukov               | 26 settembre 1975 (22 anni) |       | Vitesse                 |
| 10 | C    | Vladimir But                | 7 settembre 1977 (20 anni)  |       | Borussia Dortmund       |
| 11 | C    | Denis Laktionov             | 4 settembre 1977 (20 anni)  |       | Suwon Samsung Bluewings |
| 12 | P    | Sergej Armišev              | 29 aprile 1976 (22 anni)    |       | Uralan                  |
| 13 | C    | Mihail Osinov               | 8 ottobre 1975 (22 anni)    |       | Maccabi Tel Aviv        |
| 14 | D    | Evgenij Korablëv            | 29 ottobre 1978 (19 anni)   |       | Dinamo Mosca            |
| 15 | A    | Maksim Buznikin             | 1º marzo 1977 (21 anni)     |       | Spartak Mosca           |
| 16 | C    | Aleksandr Berketov          | 24 dicembre 1975 (22 anni)  |       | Rotor                   |
| 17 | C    | Aleksej Bacharev            | 12 ottobre 1976 (21 anni)   |       | Rotor                   |
| 18 | C    | Egor Titov                  | 29 maggio 1976 (21 anni)    |       | Spartak Mosca           |

## Spagna
Allenatore: Iñaki Sáez
| N. | Pos. | Giocatore               | Data nascita (età)         | Pres. | Squadra          |
| -- | ---- | ----------------------- | -------------------------- | ----- | ---------------- |
| 1  | P    | Francesc Arnau          | 23 maggio 1975 (23 anni)   |       | Barcellona       |
| 2  | C    | Felipe Guréndez         | 18 novembre 1975 (22 anni) |       | Osasuna          |
| 3  | D    | Sergio Ballesteros      | 4 settembre 1975 (22 anni) |       | Tenerife         |
| 4  | D    | Aitor López Rekarte     | 18 agosto 1975 (22 anni)   |       | Real Sociedad    |
| 5  | D    | José García Calvo       | 1º aprile 1975 (23 anni)   |       | Real Valladolid  |
| 6  | D    | Míchel Salgado          | 22 ottobre 1975 (22 anni)  |       | Celta Vigo       |
| 7  | C    | Marcos Vales (capitano) | 5 aprile 1975 (23 anni)    |       | Real Saragozza   |
| 8  | C    | Ito                     | 21 gennaio 1975 (23 anni)  |       | Celta Vigo       |
| 9  | C    | Benjamín Zarandona      | 2 marzo 1976 (22 anni)     |       | Real Valladolid  |
| 10 | C    | Josico                  | 6 gennaio 1975 (23 anni)   |       | Albacete         |
| 11 | A    | Miguel Ángel Angulo     | 23 giugno 1977 (20 anni)   |       | Valencia         |
| 12 | D    | Luis Carlos Cuartero    | 17 agosto 1975 (22 anni)   |       | Real Saragozza   |
| 13 | P    | Esteban                 | 27 giugno 1975 (22 anni)   |       | Oviedo           |
| 14 | C    | Guti                    | 31 ottobre 1976 (21 anni)  |       | Real Madrid      |
| 15 | A    | Iván Pérez              | 29 gennaio 1976 (22 anni)  |       | Betis            |
| 16 | C    | Roger García            | 15 dicembre 1976 (21 anni) |       | Barcellona       |
| 17 | C    | Víctor                  | 23 febbraio 1976 (22 anni) |       | Real Madrid      |
| 18 | D    | José Félix Guerrero     | 23 agosto 1975 (22 anni)   |       | Racing Santander |
| 19 | A    | Salva Ballesta          | 22 maggio 1975 (23 anni)   |       | Siviglia         |
| 20 | C    | Juan Carlos Valerón     | 17 giugno 1975 (22 anni)   |       | Maiorca          |

## Svezia
Allenatore: Lars-Olof Mattsson
| N. | Pos. | Giocatore                   | Data nascita (età)          | Pres. | Squadra                  |
| -- | ---- | --------------------------- | --------------------------- | ----- | ------------------------ |
| 1  | P    | Eddie Gustafsson            | 31 gennaio 1977 (21 anni)   |       | Norrköping               |
| 2  | D    | Alexander Östlund           | 2 novembre 1978 (19 anni)   |       | AIK                      |
| 3  | D    | Erik Edman                  | 11 novembre 1978 (19 anni)  |       | Helsingborg              |
| 4  | C    | Anders Svensson             | 17 luglio 1976 (21 anni)    |       | Elfsborg                 |
| 5  | D    | Klebér Saarenpää            | 14 dicembre 1975 (22 anni)  |       | Norrköping               |
| 6  | C    | Daniel Andersson (capitano) | 28 agosto 1977 (20 anni)    |       | Malmö                    |
| 7  | D    | Olof Mellberg               | 3 settembre 1977 (20 anni)  |       | AIK                      |
| 8  | A    | Yksel Osmanovski            | 24 febbraio 1977 (21 anni)  |       | Malmö                    |
| 9  | A    | Ola Andersson               | 28 marzo 1975 (23 anni)     |       | Västra Frölunda          |
| 10 | C    | Erik Johansson              | 18 maggio 1976 (22 anni)    |       | Örgryte                  |
| 11 | A    | Stefan Bärlin               | 31 maggio 1976 (21 anni)    |       | Göteborg                 |
| 12 | P    | Rami Shaaban                | 30 giugno 1975 (22 anni)    |       | Nacka                    |
| 13 | D    | Karl Corneliusson           | 17 novembre 1976 (21 anni)  |       | Örgryte                  |
| 14 | D    | Tommy Jönsson               | 4 marzo 1976 (22 anni)      |       | Malmö                    |
| 15 | A    | Jörgen Pettersson           | 29 settembre 1975 (22 anni) |       | Borussia Mönchengladbach |
| 16 | C    | Joakim Persson              | 3 aprile 1975 (23 anni)     |       | Göteborg                 |
| 17 | C    | Martin Åslund               | 10 novembre 1976 (21 anni)  |       | Norrköping               |
| 18 | C    | Fredrik Ljungberg           | 16 aprile 1977 (21 anni)    |       | Halmstad                 |
| 19 | D    | Daniel Majstorović          | 5 aprile 1977 (21 anni)     |       | Fortuna Colonia          |